# The Tower
A The Tower (magyarul: A torony) a lengyel Luna dala, mellyel Lengyelországot képviselte a 2024-es Eurovíziós Dalfesztiválon Malmőben. A dal belső kiválasztás során nyerte el a dalversenyen való indulás jogát.

## Eurovíziós Dalfesztivál
2024. február 19-én a Telewizja Polska bejelentette, hogy az énekesnő képviseli Lengyelországot az Eurovíziós Dalfesztiválon. A dalt a videoklippel együtt ugyanezen a napon mutatták be a TVP2 Pytanie na śniadanie című műsorban, illetve a YouTubeon az Eurovíziós Dalfesztivál hivatalos csatornáján.
A dalt először a május 7-én rendezendő első elődöntőben fellépési sorrendben hatodikként adták elő, az Ukrajnát képviselő Alyona Alyona és Jerry Heil Teresa & Maria című dala után és a Horvátországot képviselő Baby Lasagna Rim Tim Tagi Dim című dala előtt. Az elődöntőben a nézői szavazatok pontjai alapján nem került be a dal a május 11-én megrendezésre került döntőbe.
A következő lengyel induló Justyna Steczkowska Gaja című dala volt a 2025-ös Eurovíziós Dalfesztiválon.

## Galéria

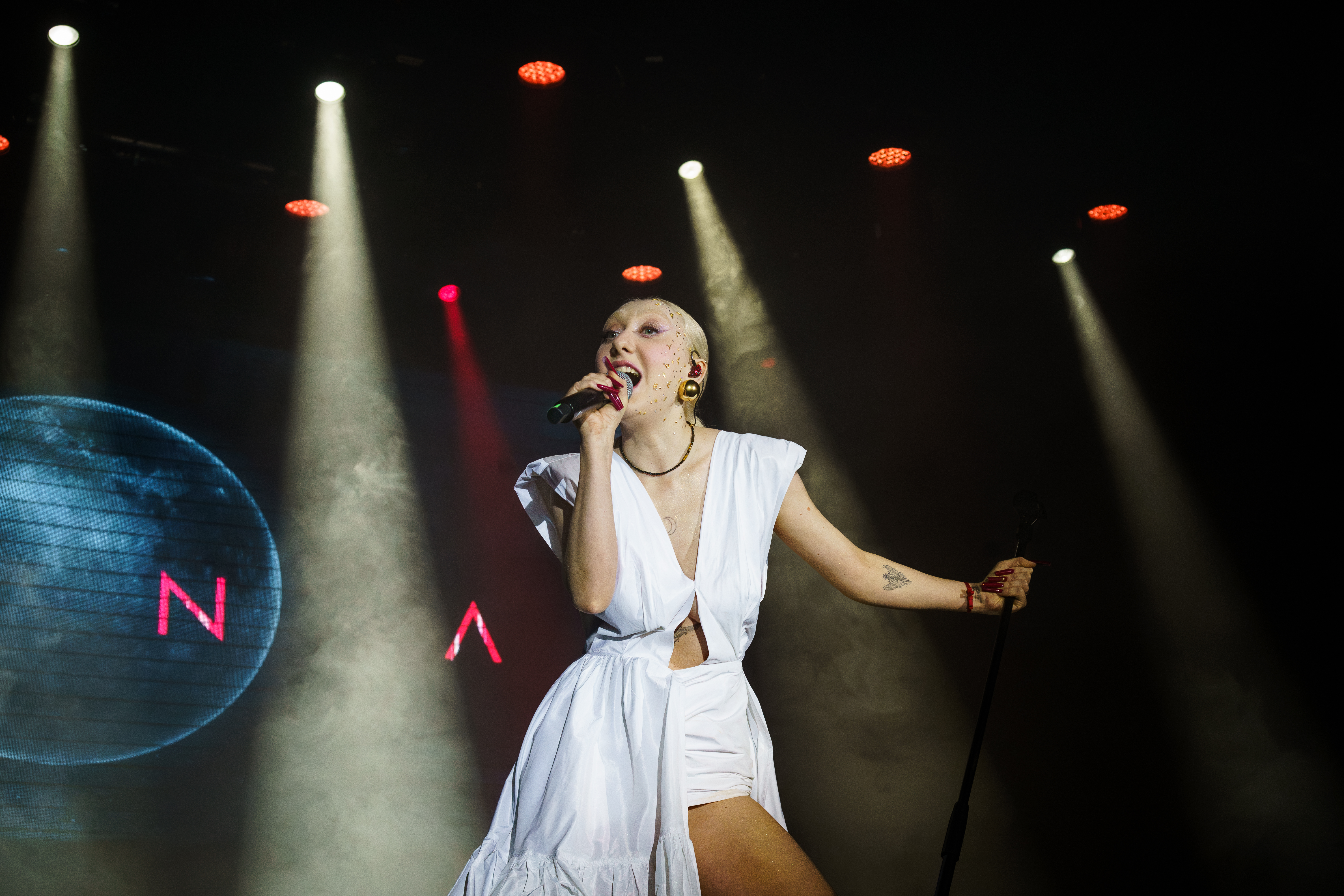
A madridi Eurovíziós partin
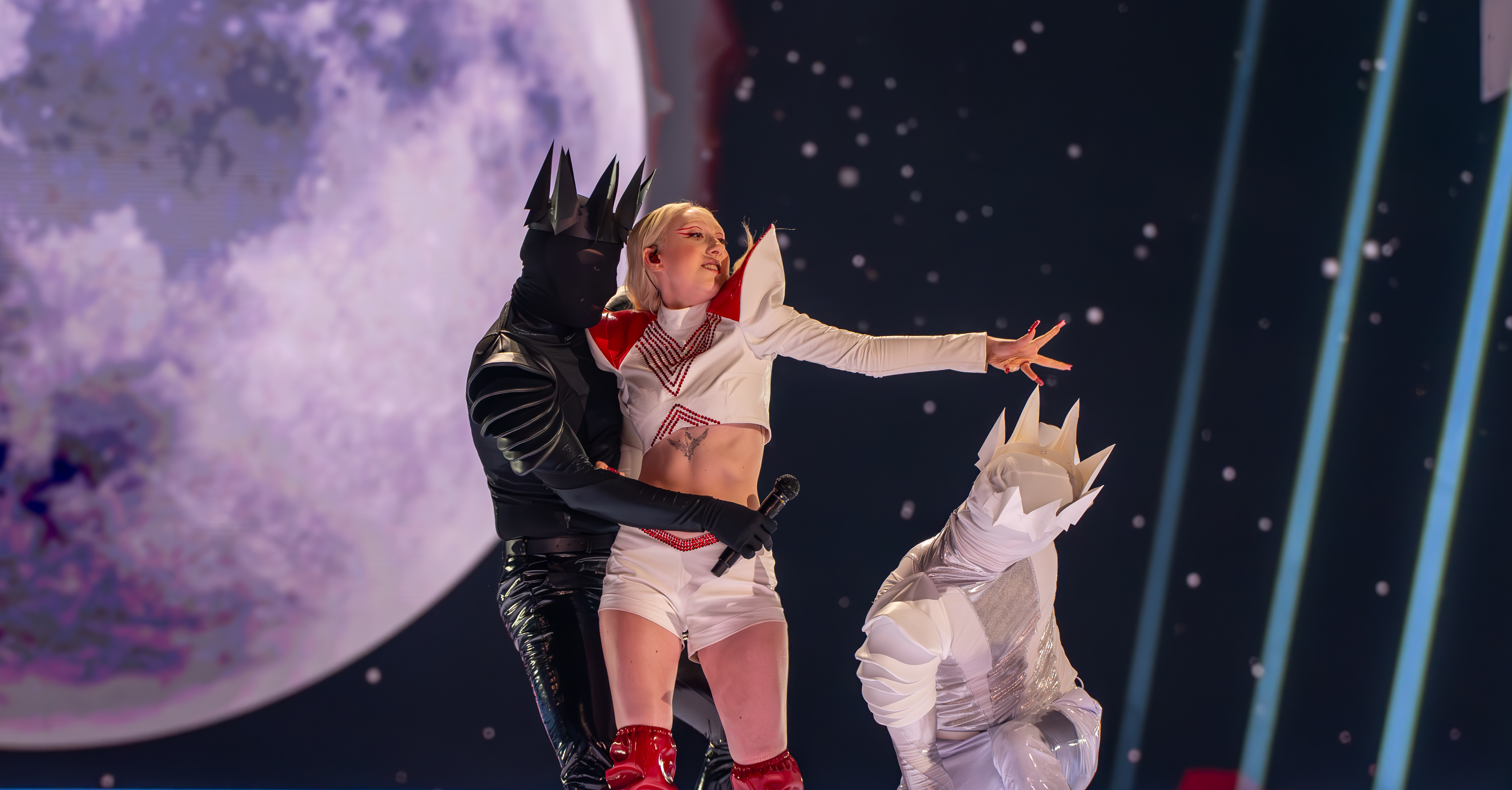
Az elődöntőben